# Karla Fiesco
Karla Leticia Fiesco García (Azcapotzalco, Ciudad de México, 21 de julio de 1977) es una política mexicana. Se desempeñó como presidenta municipal de Cuautitlán Izcalli de 2022 a 2024, cargo que ocupó como miembro del Partido Acción Nacional (PAN).

## Biografía

### Primeros años
Karla Leticia Fiesco García nació el 21 de julio de 1977 en Azcapotzalco, Ciudad de México. Estudio una licenciatura en derecho en la Universidad Tecnológica de México (UNITEC), donde además se preparó con una especialidad en derecho fiscal.
Cerca de 1992, ella y su familia se mudaron a ciudad de Cuautitlán Izcalli, en el Estado de México.

## Carrera política

### Etapas iniciales
En 1997, comenzó a trabajar en el Ayuntamiento de Izcalli durante la gestión del panista Julián Angulo Góngora, donde se desempeñó como asesora jurídica en la primera sindicatura por dos periodos administrativos.
En 2000, se desempeñó como representante de casilla durante las elecciones presidenciales del municipio de Cuautitlán Izcalli. De 2003 a 2006, trabajó como regidora municipal de Izcalli y generó el primer reglamento de transparencia municipal.
Del 5 de septiembre de 2006 al 4 de septiembre de 2009, siendo miembro del Partido Acción Nacional (PAN), fungió como diputada local del distrito 43 de Cuautitlán Izcalli en la LVI Legislatura del Congreso del Estado de México.
En 2015, contendió a la presidencia municipal de Cuautitlán Izcalli durante las elecciones estatales del Estado de México de 2015, pero perdió contra Víctor Manuel Estrada Garibay de Nueva Alianza, quien consiguió el 35.64 por ciento de votos, quedando en segundo lugar con el 31.52 por ciento. Su campaña electoral fue controvertida en dos ocasiones; primero por las grabaciones de desprestigio de Anuar Azar Figueroa, su jefe de campaña, contra Alfredo Duran Reveles, el candidato de Movimiento Ciudadano, y después por una presunta distribución de periódicos de campaña negra contra su persona.

### Presidenta de Cuautitlán Izcalli
En febrero de 2021, el Partido Acción Nacional la presentó como su candidata a la presidencia municipal de Cuautitlán Izcalli, y al poco tiempo realizó su registro para contender al cargo. En junio, con un total de 108,192 votos, Fiesco ganó la alcaldía del municipio como integrante de la coalición Va por el Estado de México. En diciembre, rindió protesta para ocupar el cargo de presidente municipal, presidiendo a Ricardo Núñez Ayala de Movimiento Regeneración Nacional (Morena). El 1 de enero de 2022, inició su mandato presidencial.
El 22 de abril de 2024, pidió una licencia al cargo de presidenta para poder reelegirse durante las elecciones estatales del Estado de México de 2024, poniendo a Yareni Marcela Trejo Antonio como su reemplazo temporal. En mayo, una encuesta realizada por la agencia de noticias políticas «GobernArte», reveló que el 4.9 de los izcallenses se encontraban satisfechos con su trabajo, siendo catalogada como «reprobada» por su gestión como presidenta del municipio. Finalmente el 2 de junio, Fiesco contendió como parte de la coalición Fuerza y Corazón por el Estado de México, alcanzando un porcentaje preliminar del 41.2961 %, que indicó un vencimiento frente a Daniel Serrano de Sigamos Haciendo Historia en el Estado de México, quien logró un 48.9787 % inicial. Un día después, el 3 de junio, se confirmó su derrota luego de que Serrano fuera declarado como el virtual ganador de la alcaldía de Cuautitlán Izcalli. El 7 de junio, fue formalmente reconocido como ganador, perdiendo ante él con un resultado final de 144 mil 904 votos a su favor. Dos días después, anunció el regreso a sus actividades como presidenta. El 31 de diciembre de 2024, concluyó su mandato presidencial en Cuautitlán Izcalli.

#### Subasta predial
El 13 de septiembre de 2024, se hicieron públicas sus intenciones de subastar un predio de propiedad municipal de Cuautitlán Izcalli con un valor base de 55 millones 520 mil 292 pesos con 32 centavos, ubicado en el Ejido de San Martín Obispo. Esto supuestamente lo hacía con la intención de conseguir presuntos recursos que ayudarían a la realización de obras públicas, argumentando que aunque el municipio se encontraba enfrentando laudos laborales y créditos fiscales de administraciones pasadas, continuaría con su trabajo en mejoras de vialidad y mejores prestaciones para los trabajadores del ayuntamiento. No obstante, el presidente electo y sucesor a ella, Daniel Serrano, se pronunció en contra de sus acciones y puso un freno a las mismas declarando que era un «abuso y una ilegalidad contra el patrimonio de todas y todos» agregando que la presidenta se valía de una desincorporación aprobada por la antigua gestión de Víctor Estrada, para vender el predio municipal.